# Liste der Kulturgüter in Windisch
Die Liste der Kulturgüter in Windisch enthält alle Objekte in der Gemeinde Windisch im Kanton Aargau, die gemäss der Haager Konvention zum Schutz von Kulturgut bei bewaffneten Konflikten, dem Bundesgesetz vom 20. Juni 2014 über den Schutz der Kulturgüter bei bewaffneten Konflikten sowie der Verordnung vom 29. Oktober 2014 über den Schutz der Kulturgüter bei bewaffneten Konflikten unter Schutz stehen.
Objekte der Kategorien A und B sind vollständig in der Liste enthalten, Objekte der Kategorie C fehlen zurzeit (Stand: 1. Januar 2023). Unter übrige Baudenkmäler sind weitere geschützte Objekte zu finden, die in der Bau- und Nutzungsordnung der Gemeinde verzeichnet und nicht bereits in der Liste der Kulturgüter enthalten sind.

## Kulturgüter
| Foto | | Objekt | Kat. | Typ | Standort                                                                     | Beschreibung |
| ---- | --- | --- | ---- | --- | ---------------------------------------------------------------------------- | --- |
| ja   | Datei hochladen · Wikidata zu Ehemaliges Kloster Königsfelden (Q675554)                                         | Ehemaliges Kloster Königsfelden KGS-Nr.: 00281                                                                   | A    | G   | Königsfelderstrasse 1.71 658729 / 259127                                     | |
| ja   | Datei hochladen                                                                                                 | Im Winkel / Königsfelden (wasserführende römische-mittelalterliche Wasserleitung nach Vindonissa) KGS-Nr.: 00282 | A    | F   | Dohlenzelgstrasse 658622 / 258321                                            | Das Objekt liegt zu Teilen auf dem Gemeindegebiet von Windisch und von Hausen (KGS-Nr. 15419).                     |
| ja   | Datei hochladen · Wikidata zu Vindonissa, keltisches Oppidum / römisches Legionslager / Zivilsiedlung (Q667811) | Vindonissa, keltisches Oppidum / römisches Legionslager / Zivilsiedlung KGS-Nr.: 00284                           | A    | F   | 658900 / 259200                                                              | |
| ja   | Datei hochladen · Wikidata zu Psychiatrische Klinik mit Parkanlage (Q19362402)                                  | Psychiatrische Klinik mit Parkanlage KGS-Nr.: 00285                                                              | A    | G   | Königsfelderstrasse 1.17, 1.18, 1.19, 1.41, 1.42, 1.44, 1.54 658552 / 259240 | |
| ja   | Datei hochladen · Wikidata zu Ehemalige Spinnerei Kunz (Q26794404)                                              | Ehemalige Spinnerei Kunz KGS-Nr.: 00287                                                                          | A    | G   | Alte Spinnerei 1–5 659673 / 259292                                           | |
| ja   | Datei hochladen · Wikidata zu Technikmuseum der Stiftung Historisches Erbe der SBB (Q56230779)                  | SBB Historic (Sammlung) KGS-Nr.: 08610                                                                           | A    | S   | Lagerstrasse 657836 / 258575                                                 | |
| ja   | Datei hochladen · Wikidata zu Firmenarchive der Stiftung Historisches Erbe der SBB (Q56230712)                  | SBB Historic (Infothek, Bibliothek und Archiv) KGS-Nr.: 08894                                                    | A    | S   | Lagerstrasse 657836 / 258575                                                 | |
| ja   | Datei hochladen · Wikidata zu Ehemals Höhere Technische Lehranstalt (Q19362401)                                 | Ehemals Höhere Technische Lehranstalt KGS-Nr.: 09027                                                             | A    | G   | Klosterzelgstrasse 2 658372 / 259045                                         | |
| ja   | Datei hochladen · Wikidata zu Reformierte Kirche (Q1468743)                                                     | Reformierte Kirche KGS-Nr.: 00286                                                                                | B    | G   | Dorfstrasse 31 659266 / 259331                                               | |
| ja   | Datei hochladen · Wikidata zu Reservoir Chapf (Q29581582)                                                       | Reservoir Chapf KGS-Nr.: 15897                                                                                   | B    | G   | Lindhofstrasse 89 659128 / 257955                                            | |
| ja   | Datei hochladen · Wikidata zu Lindhofscheune (Q29581578)                                                        | Lindhofscheune KGS-Nr.: 15901                                                                                    | B    | G   | Lindhof 190 659288 / 257559                                                  | |
| ja   | Datei hochladen · Wikidata zu Ehemaliger Gasthof Bären (Q29581575)                                              | Ehemaliger Gasthof Bären (Fahrgut) KGS-Nr.: 15902                                                                | B    | G   | Fahrgut 1a–1b 659411 / 258813                                                | |
| ja   | Datei hochladen · Wikidata zu Römisch-katholische Pfarrkirche St. Maria (Q29581585)                             | Römisch-katholische Pfarrkirche St. Maria KGS-Nr.: 15904                                                         | B    | G   | Hauserstrasse 18 658381 / 258577                                             | 1964/65, Ruth und Edi Lanners                                                                                      |
| ja   | Datei hochladen · Wikidata zu Verwaltungsgebäude Kabelwerke Brugg (Q29581590)                                   | Verwaltungsgebäude Kabelwerke Brugg KGS-Nr.: 15905                                                               | B    | G   | Klosterzelgstrasse 28 658108 / 258889                                        | 1956/57, Architekten: Carl Froelich und Hans Kündig                                                                |
| BW   | Datei hochladen                                                                                                 | Soorematte-Anemonenstrasse (nicht Wasser führende römische Wasserleitung nach Vindonissa) KGS-Nr.: 16884         | B    | F   | Anemonenstrasse 658638 / 257175                                              | Das Objekt liegt zu Teilen auf dem Gemeindegebiet von Windisch, Hausen (KGS-Nr. 15420) und Lupfig (KGS-Nr. 15557). |

## Übrige Baudenkmäler
| ID     | Foto |                                                                | Objekt               | Typ | Standort                          | Beschreibung |
| ------ | ---- | -------------------------------------------------------------- | -------------------- | --- | --------------------------------- | ------------ |
| WIN901 | ja   | Datei hochladen · Wikidata zu Schulhaus (Q55504279)            | Schulhaus            | G   | Dorfstrasse 23a 659112 / 259233   |              |
| WIN902 | ja   | Datei hochladen · Wikidata zu Turnhalle (Q55504299)            | Turnhalle            | G   | Dorfstrasse 23c 659077 / 259333   |              |
| WIN903 | ja   | Datei hochladen · Wikidata zu Altes Schulhaus (Q55504285)      | Altes Schulhaus      | G   | Dorfstrasse 29 659240 / 259290    |              |
| WIN922 | ja   | Datei hochladen · Wikidata zu Bossarthaus (Q55504275)          | Bossarthaus          | G   | Dorfstrasse 25 659168 / 259242    |              |
| WIN925 | ja   | Datei hochladen · Wikidata zu Gasthof zur Sonne (Q55798380)    | Gasthof zur Sonne    | G   | Zürcherstrasse 44 658943 / 258915 |              |
| WIN926 | ja   | Datei hochladen · Wikidata zu Restaurant zur Waage (Q55504271) | Restaurant zur Waage | G   | Zürcherstrasse 15 658808 / 259006 |              |

Legende: Siehe Legende der Liste der Kulturgüter von nationaler und regionaler Bedeutung. Anstelle der KGS-Nummer wird als Objekt-Identifikator (ID) die Inventar- oder Gebäudenummer in der Bau- und Nutzungsordnung der Gemeinde verwendet.